# کودتا گپسین
کودتای گپسین  (Gapsin- همچنین به انقلاب گپسین نیز شناخته می‌شود)، یک کودتای سه روزه نافرجام بود که در سال ۱۸۸۴ در کره رخ داد.

اصلاح‌گرایان کره‌ای به دنبال تغییرات سریع در کشور بودند، از جمله حذف طبقه بندی اجتماعی و لغو امتیازات طبقه برتر.

کودتا با حمایت ژاپن در ۴ دسامبر ۱۸۸۴ آغاز شد و کودتاگران کاخ سلطنتی در سئول را تصرف کردند و تعدادی از اعضای جناح محافظه کار که طرفدار چین بودند را به قتل رساندند. در نهایت کودتا توسط پادگان چینی مستقر در کره، سرکوب شد. برخی از رهبران جناح طرفدار ژاپن به همان‌جا تبعید شدند. 

این کودتا منجر به تسلط غیررسمی چین بر کره در طی سالهای ۱۸۸۵ تا ۱۸۹۴ شد. نفوذ چین در دربار چوسان، به ویژه در زمان اقامت ژنرال یوان شیکای افزایش یافت.